# Спорт у Републици Српској
Спорт у Републици Српској спада у домен надлежноси Министарства породице, омладине и спорта Републике Српске и организован је на новоу спортских савеза Републике Српске. Министар за породицу, омладину и спорт у Влади Републике Српске је Нада Тешановић.
Најпопуларни спортови у Републици Српској су фудбал, кошарка, одбојка, рукомет, тенис и други.

## Спортски савези Републике Српске
У Српској постоји око 800 разних спортских клубова од којих је 450 регистрованих са правом на учешће у већим спортским такмичењима. Спорт је у Српској по гранама организован у 35 спортских савеза од којих су 4 спортски савези инвалида.
- Атлетски савез Републике Српске
- Бициклистички савез Републике Српске
- Бодибилдинг савез Републике Српске
- Боксерски савез Републике Српске
- Ваздухопловни савез Републике Српске
- Гимнастичарски савез Републике Српске
- Кајакашки савез Републике Српске
- Карате савез Републике Српске
- Кинолошки савез Републике Српске
- Кошаркашки савез Републике Српске
- Куглашки савез Републике Српске
- Ловачки савез Републике Српске
- Одбојкашки савез Републике Српске
- Планинарски савез Републике Српске
- Пливачки савез Републике Српске
- Бициклистички савез Републике Српске
- Подводне активности савез Републике Српске
- Рагби савез Републике Српске
- Реални аикидо савез Републике Српске
- Рукометни савез Републике Српске
- Смучарски савез Републике Српске
- Спортски ауто мото савез Републике Српске
- Спортско плесни савез Републике Српске
- Спортско риболовачки савез Републике Српске
- Стонотениски савез Републике Српске
- Стрељачки савез Републике Српске
- Теквондо савез Републике Српске
- Tеквондо асоцијација Републике Српске
- Тениски савез Републике Српске
- Фитнес савез Републике Српске
- Бициклистички савез Републике Српске
- Фудбалски савез Републике Српске
- Џудо савез Републике Српске
- Шаховски савез Републике Српске
- Џију-џицу савез Републике Српске

### Спортски савези инвалида
- Савез за спорт и рекреацију инвалида Републике Српске
- Савез сједеће одбојке инвалида Републике Српске
- Стрељачки савез инвалида Републике Српске
- Савез кошарке у колицима Републике Српске

## Спортови

### Фудбал
Организација која управља фудбалом у Републици Српској је Фудбалски савез Републике Српске.
Од фудбалских такмичења значајни су Куп Републике Српске у фудбалу који се одржава од 1993. године, као и фудбалске лиге Републике Српске попут Прве лиге.
Фудбалска репрезентација Републике Српске због политичких одлука није призната од стране ФИФЕ као национална репрезентација и није јој дозвољено учешће на међународним фудбалским такмичењима под контролом Међународне федерације фудбалских асоцијација ФИФА. И поред политичких одлука које не омогућавају активно учешће на међународној сцени, Фудбалска репрезентација Републике Српске и даље постоји при Фудбалском савезу Републике Српске, као његов постојећи али неактивни дио. У периоду од 1999. до 2001. репрезентација је одиграла низ пријатељских утакмица да би након тога постала неактивна у оквиру Фудбалског савеза Републике Српске.

#### 2008. година
Фудбалска репрезентација Републике Српске је требало да 18. новембра 2008. године у Бањалуци одигра већ заказану пријатељску утакмицу са младом репрезентацијом Републике Србије, али је свјетска фудбалска организација (ФИФА) забранила ту утакмицу јер Фудбалска репрезентација Републике Српске није њен члан. Одлука ФИФЕ да забрани утакмицу није имала никакав утицај на Фудбалску репрезентацију Републике Српске, нити је могла да заустави одржавање саме утакмице, али је могла да доведе до кажњавања Фудбалске репрезентације Републике Србије, због чега је утакмица отказана.
Селектор националног тима Републике Српске је требало да буде Борче Средојевић, а водећи репрезентативци Републике Српске фудбалер Црвене звезде Огњен Короман и рекордер по броју наступа за државни тим Србије Саво Милошевић.
Поводом отказивања ове утакмице која је требало да припреми селекцију Србије за Европско првенство у Шведској 2009. године, селектор фудбалске репрезентације Републике Србије Слободан Крчмаревић је рекао:
Чуо сам да постоји проблем и много ми је жао. Баш смо желели да одиграмо сусрет с нашом браћом из Републике Српске, међутим, не смемо да изгубимо званични термин. Уколико утакмица не може да буде одиграна, онда морамо да нађемо другог ривала.— Слободан Крчмаревић, 31.10.2008.
Поводом отказивања утакмице генерални секретар Фудбалског савеза Републике Српске Родољуб Петковић је рекао:
Није ми јасно одакле различити аршини за правно идентичне асоцијације какве су ФС Републике Српске, Федерације БиХ, Корзике, Каталоније, Канарских Острва и сличних регионалних асоцијација које без проблема већ годинама играју утакмице оваквог типа?— Родољуб Петковић, 28.10.2008.

#### 2010. година
Млада фудбалска репрезентација Републике Српске наступила је на 8. међународном турниру „Трофеј Београда 2010“ на којем су учествовале млађе селекције Србије, Аустрије, Словачке, Словеније и Румуније. Репрезентација је тај турнир освојила савладавши домаћина са резултатом 0-0 (4:3 пен.).

### Карате
Организација која управља каратеом у Републици Српској је Карате савез Републике Српске.

## Спортисти
Поједини спортисти Републике Српске су наступали у олимпијском тиму Савезне Републике Југославије и БиХ.

### Успјеси и познате личности
У Српској спорт је веома цењен и уско везан за спорт у Србији. Запажени репрезентативни и појединачни успеси спортиста из Србије, се често прослављају на улицама и трговима широм републике, а традиционално се организује и одлазак на дочек испред скупштине у Београду. Најпознатији фудбалери родом из Републике Српске су: Саво Милошевић, Невен Суботић, Марко Марин, Здравко Кузмановић, Верољуб Салатић, Огњен Короман и други.
У првој фудбалској лиги Републике Српске тренутно игра 14 екипа. Лигу је највише пута освојио ФК Борац Бања Лука.
Највећи успех клупског фудбала се десио 1991. када су фудбалери Борца из Бањалуке завршили сезону на 4. позицији у фудбалском првенству Југославије, а годину касније освојио Митропа куп.
Љупко Петровић је један најуспешнијих тренера са подручја Републике Српске. Војводини је донио прву титулу првака Југославије, затим Црвеној звезди титулу шампиона европе и света. Тренирао је и низ страних клубова као што су: Пењарол (Уругвај), ПАОК, Олимпијакос и друге.

### Најбољи спортисти Републике Српске
Најбољи спортиста Републике Српске је титула која се у Републици Српској додељује од 1992. године. Године 1992. проглашено је 10 најбољих спортиста Републике Српске.
- Мирољуб Кременовић (каратиста) 1992.
- Санда Вуковић (кошаркашица) 1993.
- Драгиша Вулетић (каратиста) 1994.
- Вања Мандић (самбисткиња) 1995.
- Милош Плећаш (кик-боксер) 1996.
- Синиша Гатарић (каратиста) 1997.
- Зоран Кукић (кошаркаш) 1998.
- Слађана Голић (кошаркашица) 1999.
- Далибор Благојевић (каратиста) 2000.
- Борис Јеличић (каратиста) 2001.
- Драженко Нинић (кик-боксер) 2002.
- Драженко Нинић (кик-боксер) 2003.
- Ђорђе Паштар (куглаш) 2004.
- Горан Пашић (кајакаш) 2005.
- Лусија Кимани (атлетичарка) 2006.
- Дијана Васић (одбојкашица) 2007.
- Митар Мрдић (џудиста) 2008.
- Немања Билбија (фудбалер) 2009.[5]
- Драгица Драпић (каратисткиња) 2010.
- Младен Плоскић (каратиста) 2011.
- Ивана Нинковић (пливачица) 2012.
- Филип Адамовић (кошаркаш) 2013.
- Немања Гордић (кошаркаш) 2014.
- Наташа Видовић (каратисткиња) 2015.
- Михајло Чепркало (пливач) 2016.
- Ана Гајић (одбојкашица) 2017.
- Дарко Савић (кајакаш) 2018.
- Бојан Љубишић (рукометаш) 2019.

### Освајачи медаља на међународним такмичењима
Олимпијске игре
- Божидар Јовић, рукомет, Атланта 1996.
- Златко Сарачевић, рукомет, Атланта 1996.
- Ирфан Смајлагић, рукомет, Атланта 1996.
- Ђорђе Ђурић, одбојка, Атланта 1996.
- Иван Љубичић, тенис, Атина 2004.
- Тијана Бошковић, одбојка, Рио де Жанеиро 2016. , Токио 2020.
- Бранкица Михајловић, одбојка, Рио де Жанеиро 2016. , Токио 2020.
- Драгана Станковић, кошарка, Рио де Жанеиро 2016.
- Саша Чађо, кошарка, Рио де Жанеиро 2016.

Светска првенства
- Зоран Прерад, теквондо, Манила 1995.
- Божидар Јовић, рукомет, Исланд 1995. , Португал 2003.
- Златко Сарачевић, рукомет, Исланд 1995.
- Ирфан Смајлагић, рукомет, Исланд 1995.
- Ђорђе Ђурић, одбојка, Јапан 1998.
- Небојша Голић, рукомет, Еипат 1999 , Француска 2001.
- Младен Бојиновић, рукомет, Француска 2001.
- Владимир Радмановић, кошарка, Индианаполис 2002.
- Иван Љубичић, тенис, Братислава 2005. (Дејвис куп)
- Марко Марин, фудбал, Јужна Африка 2010.
- Саша Старовић, одбојка, Италија 2010.
- Данијел Шарић, рукомет, Катар 2015.
- Немања Мајдов, џудо, Будимпешта 2017. , Токио 2019.
- Јасмина Јанковић, рукомет, Немачка 2017.
- Ведран Ћорлука, фудбал, Русија 2018.
- Тијана Бошковић, одбојка, Јапан 2018.
- Бранкица Михајловић, одбојка, Јапан 2018.
- Никола Ћаћић, тенис, Сиднеј 2020. (АТП куп)

Европска првенства
- Златко Сарачевић, рукомет, Португал 1994.
- Ирфан Смајлагић, рукомет, Португал 1994.
- Ђорђе Ђурић, одбојка, Грчка 1995. , Холандија 1997.
- Игор Бутулија, рукомет, Шпанија 1996.
- Александар Кнежевић, рукомет, Шпанија 1996.
- Зоран Прерад, теквондо, Ајдховен 1998.
- Саша Старовић, одбојка, Русија 2007 , Аустрија и Чешка 2011. , Данска и Пољска 2013.
- Радоје Ђерић, веслање, Варезе 2012.
- Добривоје Марковић, рукомет, Србија 2012.
- Хамза Алић, атлетика - бацање кугле, Гетеборг 2013. (дворана)
- Амер Хрустановић, рвање, Ванта 2014.
- Саша Чађо, кошарка, Мађарска и Румунија 2015. , Србија и Летонија 2019. , Француска и Шпанија 2021.
- Тијана Бошковић, одбојка, Холандија и Белгија 2015. , Азербејџан и Грузија 2017. , Турска 2019.
- Бранкица Михајловић, одбојка, Холандија и Белгија 2015 , Азербејџан и Грузија 2017. , Турска 2019.
- Јасмина Јанковић, рукомет, Шведска 2016.
- Огњен Кузмић, кошарка, Истанбул 2017.
- Александар Околић, одбојка, Пољска 2017. , Француска 2019.
- Немања Мајдов, џудо, Тел Авив 2018. , Праг 2020.
- Драгана Станковић, кошарка, Србија и Летонија 2019.
- Тина Крајишник, кошарка, Француска и Шпанија 2021.

## Спортске манифестације и догађаји
- Рукометни — ТВ турнир шампиона "Добој"
- Пливачки митинг "Бања Лука"
- Финални турнир Аба кошаркашке лиге "Лакташи 2013"
- Свјетско првенство у рукомету за јуниоре 2013. "Бања Лука"
- Свјетско првенство у куглању 2008. "Бања Лука"
- Евопско првенство у одбојци за кадете "Лакташи" 2012.
- Свјетско првенство у рафтингу на отвореном Бања Лука 2009.
- Бициклистичка трка "Бања Лука — Београд"
- Ски куп "Јахорина"
- Тениски АТП челанџер "Бања Лука"
- Бањалучки турнир у малом фудбалу "Борик"
- Петровдански падобрански куп
- Осмомартовски рукометни турнир "ЖРК Борац"
- Љето на Врбасу
- Тениски меч — Ђоковић : Троицки " СД Борик" Бања Лука
- Тениски меч — Зимоњић : Типсаревић "ТК Борац"
- Фудбалски међународни турнир за млађе категорије "Фоча"
- Невесињска олимпијада
- Видовданска трка Брчко
- Дринска регата
- Европско првенство за јуниоре и сениоре до 23 године у кајаку и кануу на дивљим водама Бања Лука — Врбас 2011.
- Српска опен 2023.